# شعیب قداد
شعیب قداد (انگلیسی: Chouaïb Keddad؛ زادهٔ ۲۵ ژوئن ۱۹۹۴) بازیکن فوتبال اهل الجزایر است.
از باشگاه‌هایی که در آن بازی کرده‌است می‌توان به باشگاه فوتبال المپیک شلف اشاره کرد.
وی همچنین در تیم ملی فوتبال الجزایر بازی کرده‌است.